# Embaixada da Argélia em Lisboa
A Embaixada da Argélia em Lisboa é a principal missão diplomática da Argélia em Portugal. O endereço da Embaixada é Rua Duarte Pacheco Pereira, 58, 1400-140 Lisboa.